# Welcome to the Heartbreak Hotel
Welcome to the Heartbreak Hotel — второй студийный альбом немецкой поп-певицы C. C. Catch, выпущенный в 1986 году. Наравне с дебютным альбомом, релиз был успешен (в качестве синглов выпустили песни «Heartbreak Hotel» и «Heaven and Hell»), хотя обложка альбома и видеоклип на «Heaven and Hell» сильно похожи на фильм ужасов 1981 года «Седьмые врата ада».

## Список композиций
1. Heartbreak Hotel — 3:33[1]
2. Picture Blue Eyes — 3:30
3. Tears Won’t Wash Away My Heartache — 4:19
4. V.I.P (They’re Callin' Me Tonight) — 3:27
5. You Can’t Run Away From It — 3:12
6. Heaven and Hell — 3:39
7. Hollywood Nights — 3:10
8. Born on the Wind — 3:50
9. Wild Fire — 3:40
10. Stop — Draggin' My Heart Around — 3:07

## Участники записи
- Каролина Мюллер — вокал
- Рольф Кёлер, Михаэль Шольц, Детлеф Видэк — низкий бэк-вокал (Рольф), фальцетный хор
- Дитер Болен — музыка, лирика, продюсирование
- Луис Родригес — аранжировки, сопродюсирование